# Tarasa
Tarasa es un género 30 especies de fanerógamas perteneciente a la familia  Malvaceae.

## Especies seleccionadas
| - Tarasa alberti - Tarasa antofagastana - Tarasa capitata - Tarasa cardenasii - Tarasa cerrateae | - Tarasa cerratei - Tarasa congestflora - Tarasa congestiflora - Tarasa operculata |

- Datos: Q9081914
- Multimedia: Tarasa / Q9081914
- Especies: Tarasa